# 현악 사중주 8번 (베토벤)
《현악 사중주 8번 마단조, 작품 번호 59-2》는 루트비히 판 베토벤에 의해 쓰인 세 개의 현악 사중주 "라주몹스키" 세트 중 두 번째 작품이다. 때로 라주몹스키 2번이라고도 칭한다. 

## 개요
처음에는 그리 유명하지 않았지만, 점차 음악적 재질을 인정받은 베토벤은, 본 시대 동안의 친구이자 재정적인 후원자였던 발트슈타인의 도움으로 1792년에 빈으로 진출하여 하이든으로부터 사사받았고, 귀족들의 후원도 본격적으로 받기 시작, 리히놉스키, 롭코비츠 등 숱한 귀족들로부터 후원을 받았다. 1807년경부터 리히놉스키의 역할을 대신했다고 볼 수 있는 안드레이 라주몹스키 백작 또한 1814년 12월에 일어난 화재로 인해 그의 재산의 많은 부분을 잃기 전까지 베토벤의 주요 지지자들 중 한 명이었다. 베토벤에게 더 중요한 것은, 라주몹스키 백작이 베토벤의 수많은 작품들의 초연과 관련되어 있었다는 것이었다; 라주몹스키 백작은 대단한 음악 애호가로, 베토벤의 동지이자 바이올리니스트였던 이그나츠 슈판치히를 중심으로 한 자신의 현악 사중주단을 거느리고 있었을 뿐더러, 때때로 그 자신이 제2바이올린 주자로 활약했다. 빈 주재 러시아 대사이기도 했던 그는, 자신의 악단이 연주할 현악 사중주 작품을 베토벤에게 의뢰했고, 이에 베토벤은, 그의 현악 사중주 장르에서 7번부터 9번까지에 해당되는, 러시아적 정서의 세 개의 사중주, 라주몹스키 세트를 작곡했다. 
이 사중주를 포함한 세트의 모든 사중주들은 연주 소요 시간이 모두 길며, 연주하기가 상당히 어렵다. 이러한 사실은 이것들이 빈의 많은 아마추어 앙상블을 염두에 두고 간단한 양식으로 쓰인 베토벤의 초기 실내악으로부터 급격히 이탈하는 것을 나타내는데, 파트의 복잡한 레이어링과 주제의 야심찬 개발로 더욱 풍부하고 다양해 졌지만, 연주자들에게는 기술적인 요구 사항이 많이 부과되며, 러시아 컨트리 댄스의 활기를 배경으로 지적인 푸가 주제의 균형 유지와 같은, 급진적인 양식의 병치에 의해 종종 어울리는, 요동치는 감정 변화가 있다. 사중주단의 반응은 대체로 부정적이었다. 베토벤의 실내악을 많이 연주한 바이올리니스트 이그나츠 슈판치히는 자신들이 너무 이례적이고 도전적이라고 주장했고, 이를 연주할 수 있는 바이올리니스트는 거의 없을 것이라고 예측했다. 이것들이 모두 1806년의 5월부터 11월까지 작곡되었다는 것은 베토벤이 소유한 속도와 숙달을 드러낸다; 베토벤은 1806년 5월 26일에 라주몹스키 세트 중 첫 번째 사중주 악보의 초안의 작성을 시작했지만, 1804년 가을에 스케치를 시작했다는 증거가 있다.
세트의 모든 사중주는 1807년 2월에 슈판치히 사중주단에 의해 빈에서 처음 공연되었다. 세트의 모든 악보는 1808년 1월에 빈의 예술과 산업 상점 출판사를 통해 초판이 간행되었으며, 헌정은 세트의 의뢰자였던 라주몹스키 백작에게 이루어졌다.
라주몹스키 세트의 작품 중에서, 8번 사중주는 유일한 단조이며, 다른 두 개의 악곡에 비해 내성적인 면이 짙다. 이것은 라주몹스키 백작 부인의 죽음이라는 아픈 심정에 동정한 결과인 것으로 여겨진다. 라주몹스키 세트의 첫 번째 악곡은 개인적인 심경을 강하게 반영하고 있어서, 전원적이고 이상적 동경을 강조한 경향이 있으나, 이 두 번째 악곡에서는 보다 가혹한 인간 사회로 눈을 돌려 괴로워하는 사람들의 격심한 고투를 엮어 넣었다. 베토벤은 그에게 임부를 부여한 왕자를 기리기 위해 세트 중 앞에 있는 두 개의 사중주에서 특징적인 러시아 주제를 사용했다.
베토벤 연구가인 폰 렌츠는 이 라주몹스키 세트를 “하늘에서 내려온 세 개의 기적”이란 말로 표현했다.

## 악장 구성
작품은 세트의 다른 모든 사중주와 마찬가지로 4악장의 형식을 따르고 있다:
1. Allegro
2. Molto adagio. Si tratta questo pezzo con molto di sentimento
3. Allegretto - Maggiore, Thème russe
4. Finale, Presto

총연주 소요 시간은 대략 35분 정도이다.

### 제1악장. 알레그로
마단조 소나타 형식, 6/8 박자.
제1주제는 화음 연타로 시작, 선적이고 단편적인 선율이 이어진다. 제1주제의 제시 뒤, 그것이 곧 나폴리풍의 바장조로 반복되는 점은 베토벤 중기의 특징 중 하나이다.

### 제2악장. 몰토 아다지오. 깊은 감정을 갖고
마장조, 소나타 형식. 4/4 박자.
체르니는 이 악장에 관해서 베토벤이 별의 반짝임을 상상하며 썼다고 전하고 있다. 화성적인 제1주제와 다소 율동적인 제2주제로 구성되어 있으며, 이것은 어느 쪽도 매우 감회가 새롭지만, 여기서도 주제노작(主題勞作: 음악 소재를 유기적 통일체로 짜맞추는 작곡기법)의 기술이 효과적으로 사용되고 있다. 도중에 "운명"의 동기가 나타나 전개부에서 반복된다.

### 제3악장. 알레그레토 - 마지오레. 러시아 주제
마단조 - 마장조, 스케르초 형식, 3/4 박자.
주부는 리드미컬 하며, 마지오레(마장조)의 중간부는 러시아 민요의 선율이 사용되고 있다. 또한 그 선율은 후에 무소륵스키가 오페라 보리스 고두노프에서, 림스키-코르사코프가 오페라 황제의 신부 제1막 제3악장에서, 차이콥스키가 오페라 마제파 제3막의 전주곡(포르타바의 전투)에서, 안톤 아렌스키가 현악 사중주 2번 제3악장에서, 라흐마니노프가 피아노 연탄을 위한 여섯 개의 소품 제6곡에서, 각각 사용했다.

### 제4악장. 피날레. 프레스토
마단조, 론도 소나타 형식, 2/2 박자.
주제는 마단조이지만, 명확히 다장조로 개시되어 독특하다. 따라서 제1주제의 재현 시에는 반드시 다장조로의 해결이 유도된다. 제2주제는 나단조를 채택하지만, 전체는 매우 콤팩트하고 유기적으로 정리되어 있어 군더더기가 없다. 코다는 피우 프레스토가 되어 가속화 되고, 힘차게 마단조인 채로 끝난다.

## 같이 보기
- 현악 사중주 7-9번, 작품 번호 59 - 라주몹스키 (베토벤)